# تونفيت
تونفيت (بالامازيغية: ⵜⵓⵏⴼⵉⵜ) هي جماعة جبلية ذات طابع قروي بين الأطلس المتوسط و الكبير بالمغرب. تنتمي تونفيت لإقليم ميدلت بجهة درعة تافيلالت. تضم هذه الجماعة 13292 نسمة في المجمع، في حين يبلغ عدد سكان مركز الجماعة لوحده 8169 نسمة حسب الإحصاء العام للسكن والسكنى لسنة 2014. تشتهر هذه الجماعة بالإنخفاض الشديد لدرجة الحرارة، وبالتساقطات الثلجية الكثيفة، طما تعتبر من أغنى الجماعات المغربية بغابات الأرز الأطلسي.

## التسمية
أصل تسمية الجماعة مستمد من الكلمة الأمازيغية " تنفي" التي تعني الشيئ الذي لا يرى، وذلك لموقعها المتواري بين كثلتين جبليتين هما جبل العياشي وجبل المعسكر.

## الجغرافيا

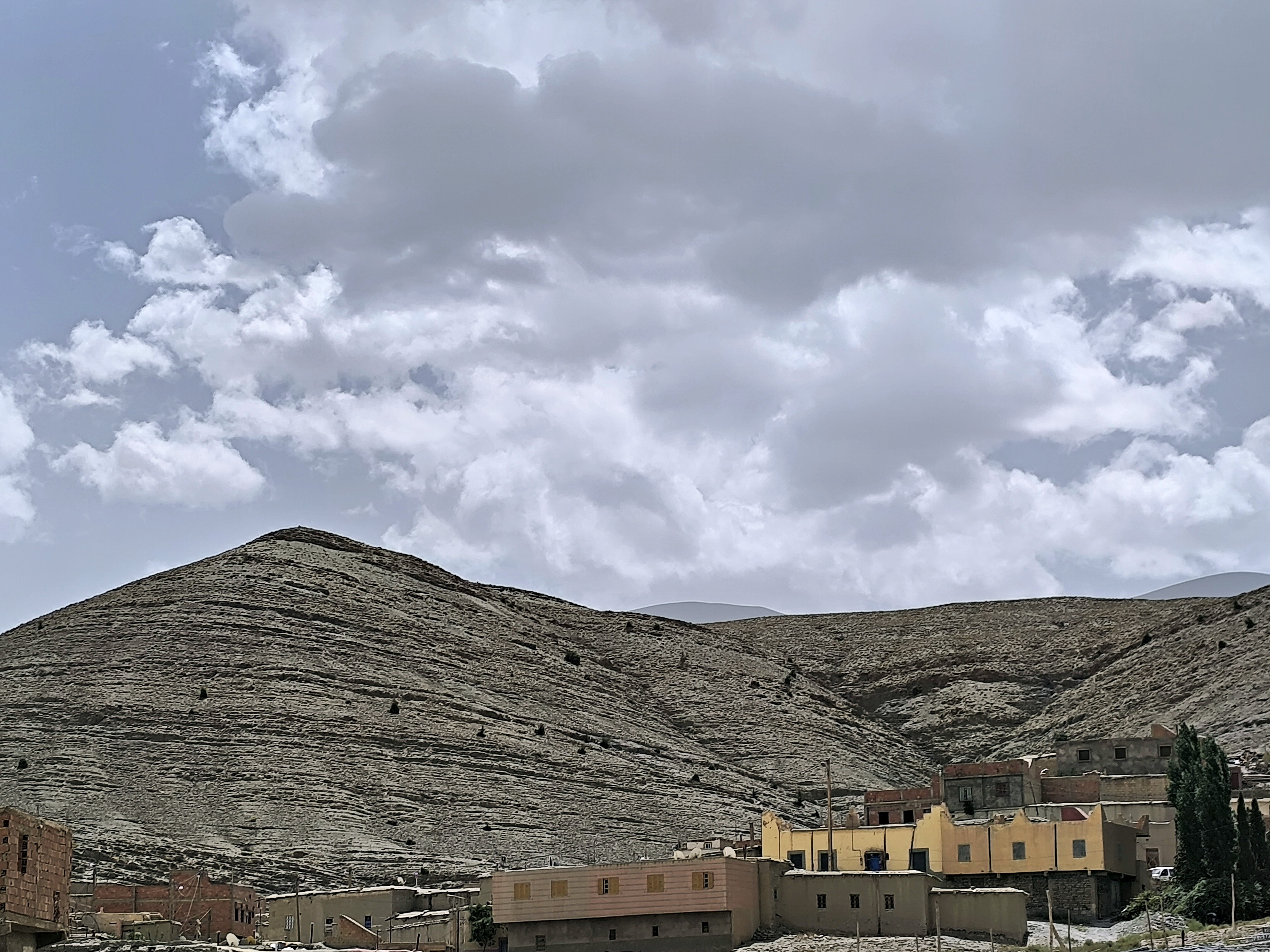
جبال محيطة بمركز تونفيت

تقع جماعة تونفيت بين جبل العياشي 3757 متر فوق سطح البحر وجبل المعسكر3277 متر فوق سطح البحر، تحدها من الجنوب جماعة أنمزي وجماعة أكديم ومن الشرق جماعة أيت عياش ومن الغرب جماعة سيدي إحيى ويوسف و من الشمال جماعة بومية. تشتهر جماعة تونفيت بمناخها القاري البارد خلال فصل الشتاء الذي ينخفض إلى أقل من درجة الصفر. نظرا لارتفاع المنطقة وتضاريسها الجبلية التي تتراوح بين 1900 متر و 3757 فوق سطح البحر، تعتبر الجماعة موطنا لشجرة الأرز الأطلسي المهددة بالإنقراض. تضم الجماعة عدة أودية من روافد حوض ملوية.

## التاريخ
اشتهرت منطقة تونفيت تاريخيا بكونها كانت معقلا للحركة الوطنية وباقي حركات القبائل المسلحة التي قاومت المستعمر الفرنسي. ومن أهشر المعارك التي خاضها المقاومون ضد فرنسا في المنطقة نجد:
- معركة تين لاربع سنة 1931م
- معركة سيدي يحيى اويوسف سنة 1932 م
- معركة تــازيـــــزاوت سنة 1932 م

## دواوير الجماعة
| اسم الدوار         | عدد سكان الدوار | المشيخة          | النوع     |
| ------------------ | --------------- | ---------------- | --------- |
| ايت عكي            | X               | ايت حساين        | دوار مجمع |
| ايت ابراهيم        | X               | ايت حساين        | دوار مجمع |
| ايت خيجة           | 665             | ايت حساين        | دوار مجمع |
| أردوز              | 314             | ايت علي اوبراهيم | دوار مجمع |
| تاغوشت             | 591             | ايت علي اوبراهيم | دوار مشتت |
| تامزيزيت           | 334             | ايت علي اوبراهيم | دوار مجمع |
| تيزي نزو           | 487             | إيمتشيمن         | دوار مجمع |
| ايت لهري           | 938             | إيمتشيمن         | دوار مجمع |
| ايت بويزكارن       | 202             | إيمتشيمن         | دوار مجمع |
| ايت ووشن           | 674             | إيمتشيمن         | دوار مجمع |
| ايت ابراهيم او يشو | 432             | إيمتشيمن         | دوار مجمع |
| تاوراوت            | 249             | إيمتشيمن         | دوار مجمع |

## الإقتصاد
تعتمد المنطقة أساسا على الفلاحة، خاصة تربية الماشية التي تعتبر النشاط الإقتصادي الأساسي للساكنة.

## السكان
تضم الجماعة 13292 نسمة و2890 أسرة، وهم من أمازيغ جبال الأطلس. تبلغ نسبة الأمية في الجماعة 48,3 في المئة، ونسبة تمدرس الأطفال 90,6 في المئة، يبلغ معدل البطالة 13,2 في المئة، أما اللغة الشائعة في المنطقة فهي الأمازيغية حيث يتحدثها 98.5 في المئة من السكان، تليها الدارجة المغربية بنسبة 53,7 حسب إحصاء السكان لسنة 2014.

## معرض الصور

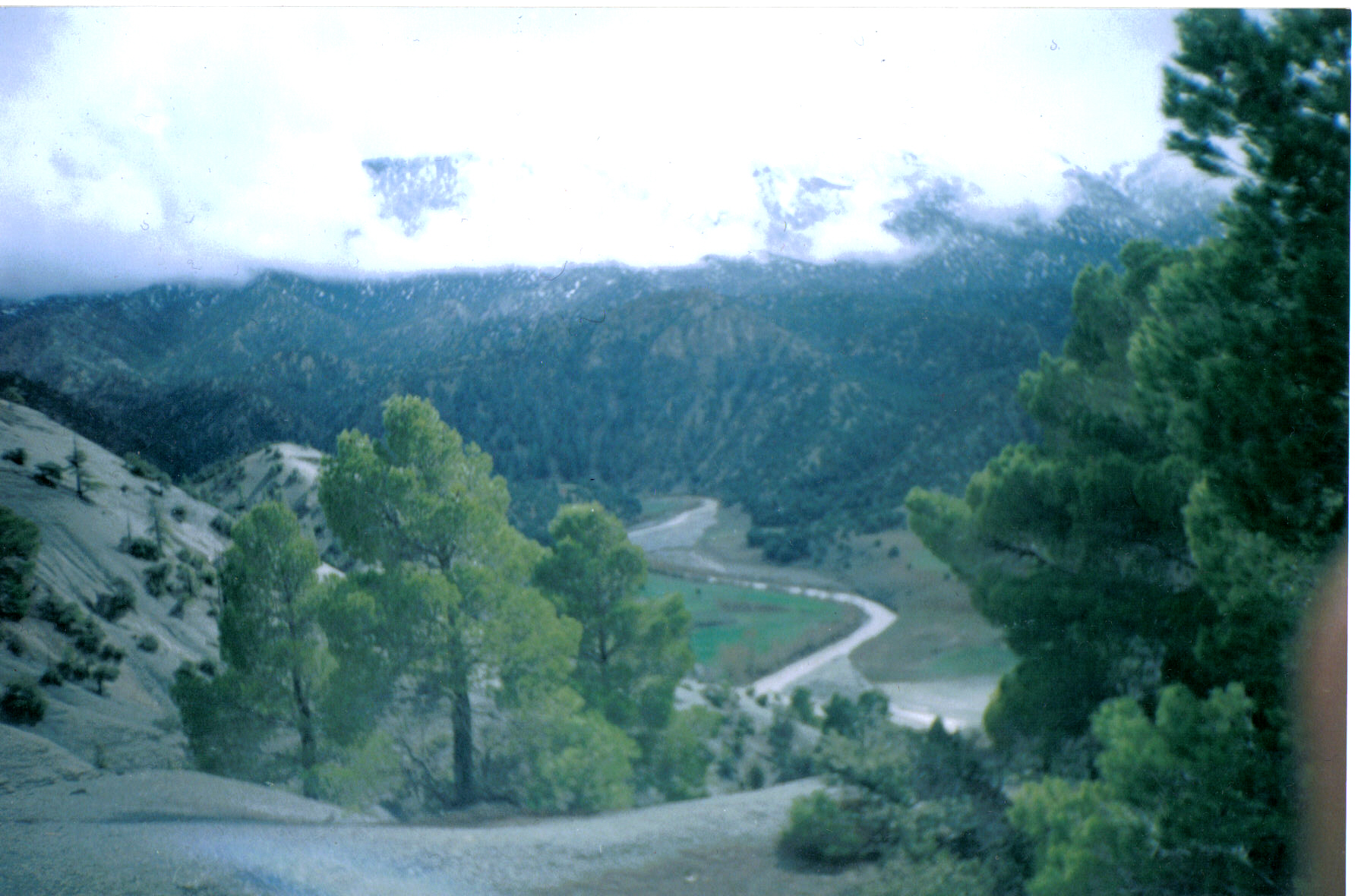
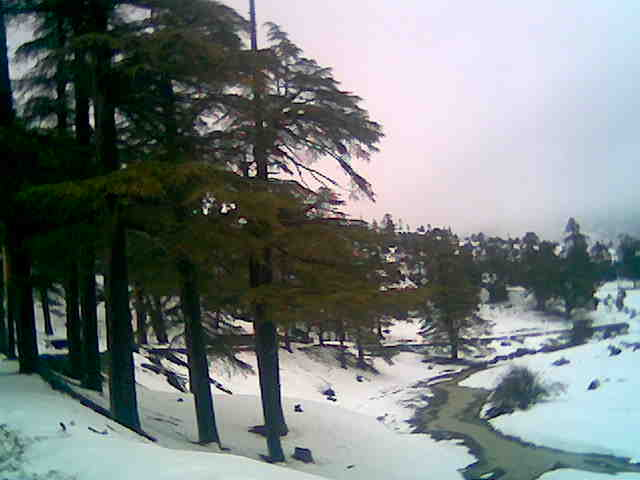
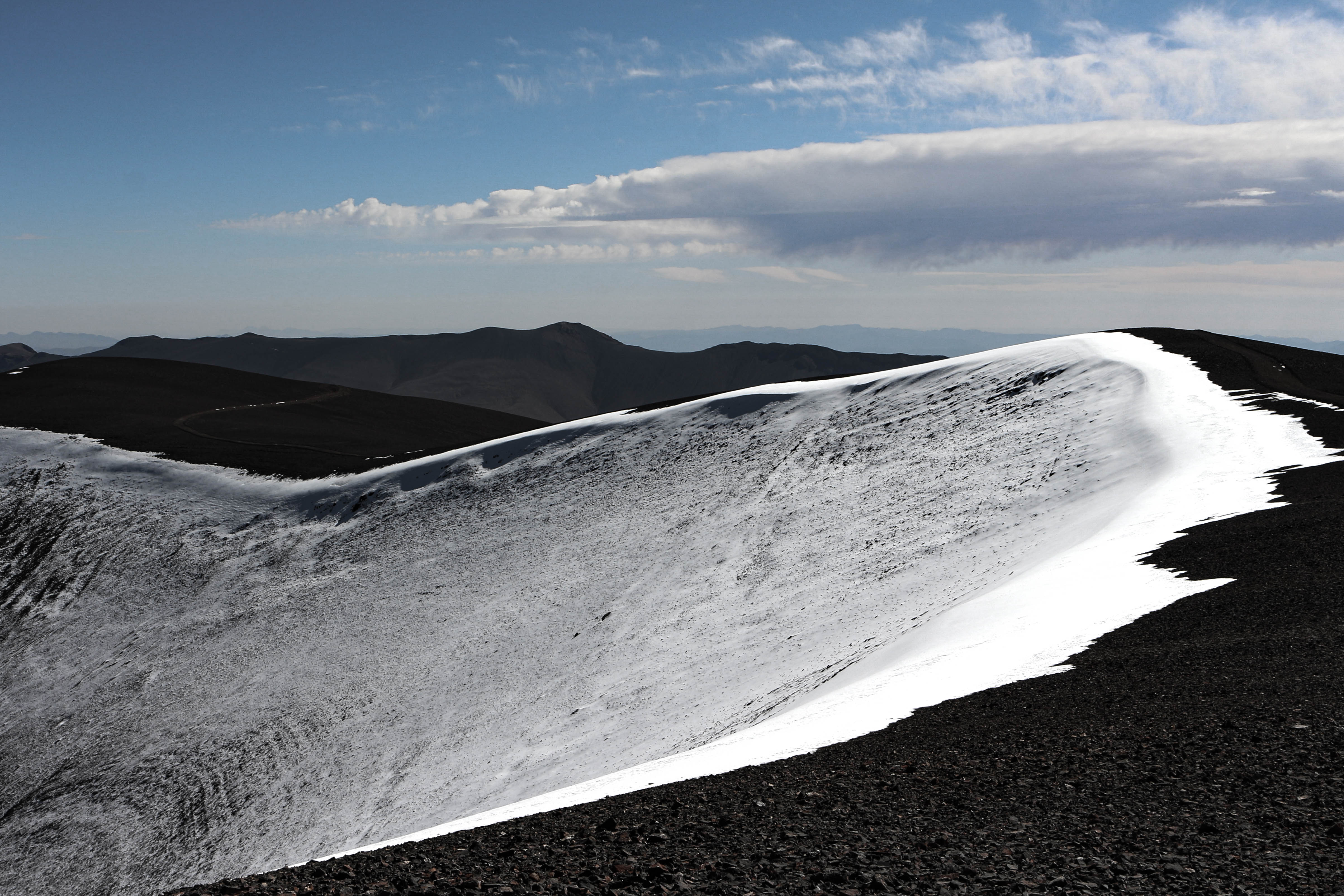
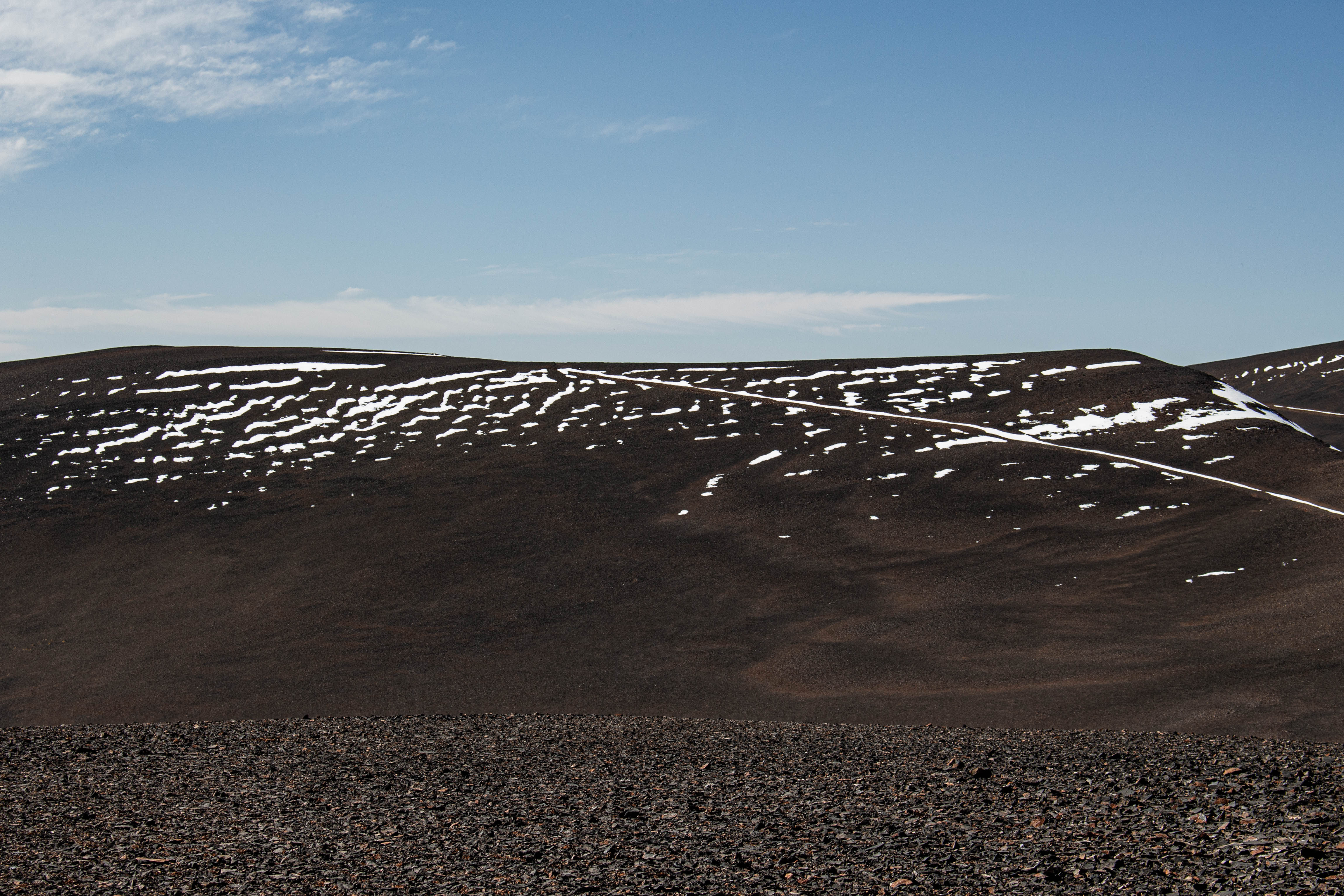
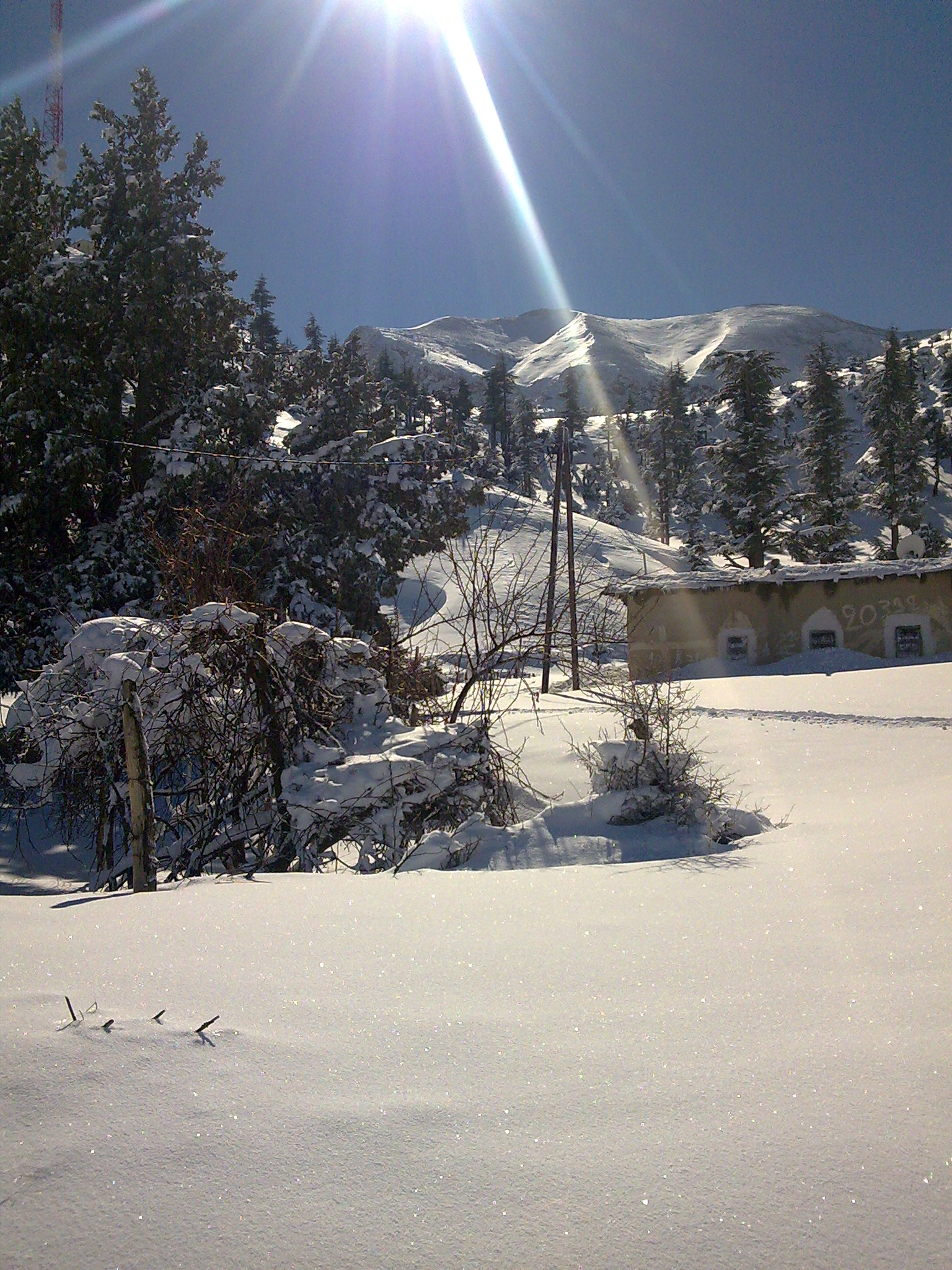
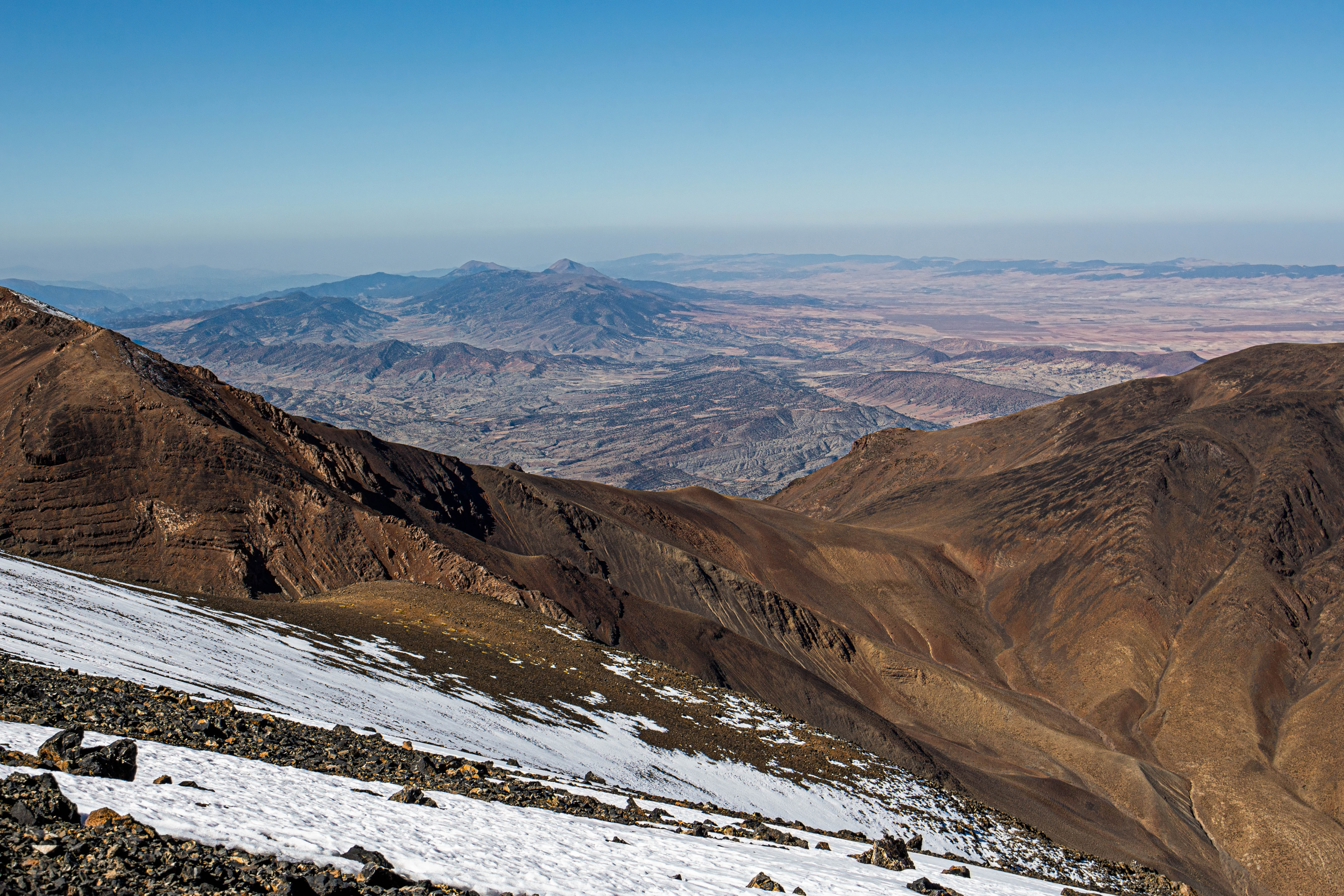
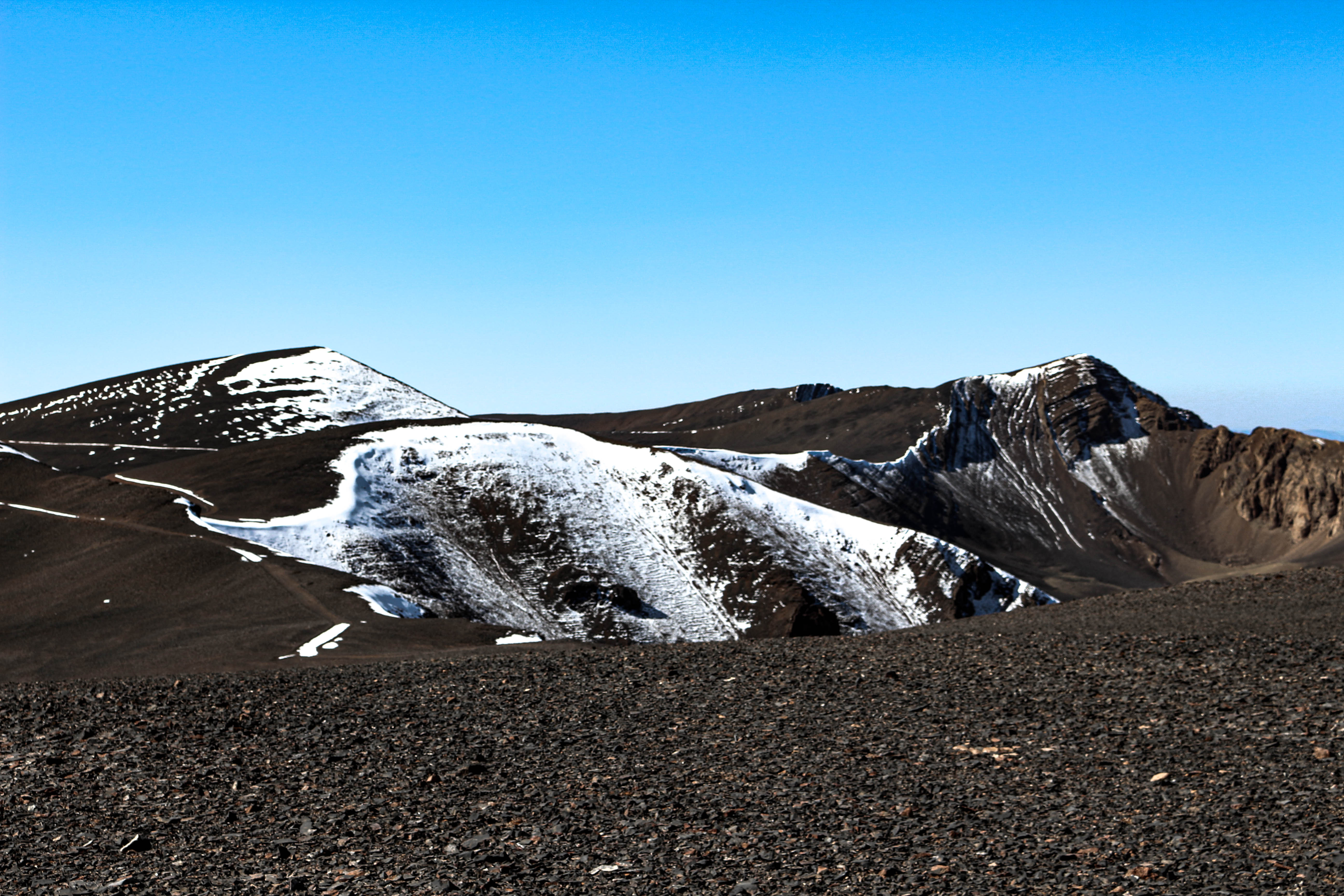